# Jen Taylor
Jennifer Lee "Jen" Taylor (nascida em 17 de fevereiro de 1973, em Seattle) é uma dubladora norte-americana que deu a voz das personagens Princesa Peach, Princesa Daisy e Birdo em muitos jogos eletrônicos. É conhecida por seu papel como Cortana em vários jogos da franquia Halo, bem como a assistente pessoal inteligente de mesmo nome.

## Papéis
- Mario Party 2 — Princesa Peach.
- Mario Party 3 — Princesa Peach e Princesa Daisy.
- Mario Party 4 — Princesa Peach, Princesa Daisy, Toad.
- Mario Party 5 — Princesa Peach, Princesa Daisy, Toad.
- Mario Party 6 — Princesa Peach, Toad, Toadette.
- Mario Party 7 — Princesa Peach, Toad, Toadette
- Dance Dance Revolution: Mario Mix — Toad
- Mario Superstar Baseball — Peach, Toad, Birdo, Toadette e Dixie Kong
- Mario & Luigi: Superstar Saga — Cackletta, Peach
- Mario Golf: Toadstool Tour — Peach
- Super Smash Bros. Melee — Peach
- Mario Kart: Double Dash!! — Peach, Birdo, Toad, Toadette
- Luigi's Mansion — Toad
- Super Mario Sunshine — Peach, Toad
- Mario Kart DS — Peach, Toad
- Super Princess Peach — Peach
- Mario Tennis — Peach, Toad, Birdo
- Super Mario 64 DS — Toad
- Mario Hoops 3-on-3 — Peach, Birdo, Dixie Kong
- Mario & Sonic at the Olympic Games — Peach, Toad
- Halo: Combat Evolved — Cortana
- Halo 2 - Cortana
- Halo 3 - Cortana
- Halo Reach - Doutora Catherine E. Halsey, Cortana
- Halo 4 - Doutora Catherine E. Halsey, Cortana
- Halo 5: Guardians - Doutora Catherine E. Halsey, Cortana
- Left 4 Dead - Zoey
- Left 4 Dead 2 - Zoey
- Dota 2  - Lina / Puck / Windrunner / Medusa
- Windows 10 \ Windows Phone - Cortana
- RWBY - Salem

## Links
- Jen Taylor no X